# 343743 Kjurkchieva
343743 Kjurkchieva è un asteroide della fascia principale. Scoperto nel 2008, presenta un'orbita caratterizzata da un semiasse maggiore pari a 2,6937865 UA e da un'eccentricità di 0,1490428, inclinata di 7,08328° rispetto all'eclittica.